# زینزاهال
زینراهال (به لاتین: Zinzahal، به ارمنی: Ցնծահալ) منطقه‌ای مسکونی در جمهوری آذربایجان است که در شهرستان داش‌کسن واقع شده است. زینزاهال ۸۰۵ نفر جمعیت دارد.

## نگارخانه

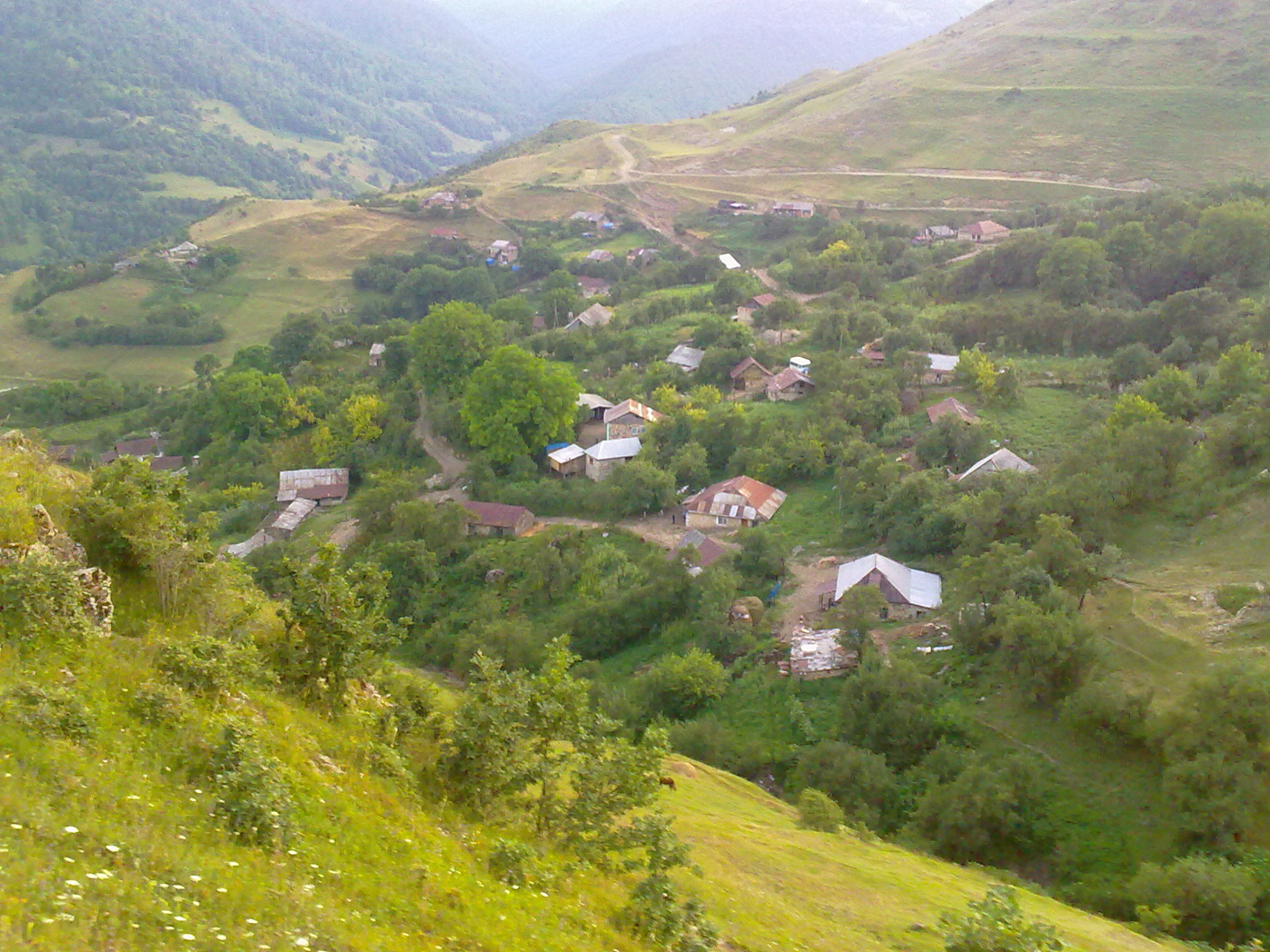